# Hourya
Hourya (arabe : حورية) est une pièce de théâtre musico-théâtrale en arabe tunisien de et avec Leila Toubel et le pianiste franco-tunisien Mehdi Trabelsi. Elle est créée le 25 février 2017 à El Teatro, à Tunis en Tunisie.

## Argument
Rescapée d'un attentat terroriste qui a visé la radio Salam FM, la journaliste, incarnée par Leila Toubel et qui présente le programme Hobb Story, conte à ses auditeurs l'histoire d'amour entre Adam et Hourya, une évocation des houris, Hourya signifiant « vierge du paradis » et « liberté » par un jeu de mots.
Dans un décor minimaliste constitué d'un pupitre, d'une chaise renversée et d'un piano, joué par Mehdi Trabelsi sans prononcer un mot, elle dénonce également le terrorisme et ses effets, ainsi que des émissions et phénomènes de société consécutifs à la révolution de 2011.

## Représentations
Des représentations de la pièce sont données le 15 mai 2017 à l'Unesco,, le 16 juillet au Festival international de Carthage,, le 25 juillet à Ezzahra, le 13 août au Festival international d'Hammamet et le 31 octobre à la Place des Arts dans le cadre du Festival du monde arabe de Montréal,,,.

## Fiche technique
- Texte : Leila Toubel
- Mise en scène : Leila Toubel
- Musique : Mehdi Trabelsi
- Scénographie : Sabri Atrous[1]
- Son et vidéo : Mohamed Hédi Belkhir
- Voix off : Nairouz Belaïd et Souheib Oueslati[1]
- Costumes : Basma Dhaouadi[1]
- Maquillage : Radhia Haddad
- Attachée de presse : Amani Boularès
- Coordinatrice artistique : Najoua Klibi El Kamel
- Relations publiques : Hend Tekaya
- Assistanat : Inès Chaabani
- Photos : Rock Raven
- Design graphique : Saif Allah Kacem
- Coiffure : Becher Khlifi